# Nicola Boem
Nicola Boem (San Donà di Piave, 27 de septiembre de 1989) es un ciclista italiano.

## Palmarés
2010
- 1 etapa del Giro della Valle d'Aosta

2011
- Giro del Belvedere

2014
- 1 etapa de la Vuelta a Dinamarca

2015
- 1 etapa del Giro de Italia[1]

## Resultados en Grandes Vueltas
| Carrera | Carrera         | 2013  | 2014  | 2015  | 2016  | 2017  |
| ------- | --------------- | ----- | ----- | ----- | ----- | ----- |
|         | Giro de Italia  | 137.º | 128.º | 159.º | 139.º | 152.º |
|         | Tour de Francia | —     | —     | —     | —     | —     |
|         | Vuelta a España | —     | —     | —     | —     | —     |

—: no participa

Ab.: abandono